# Gurgel Ipanema
O Gurgel Ipanema foi o primeiro veículo produzido pela Gurgel. Era uma espécie de buggy-utilitário, montado sobre plataforma do sedã Volkswagen de motor traseiro e encarroçado em F.R.P (Fiberglass Reinforced Plastic). Era produzido nas versões picape e QT (Qualquer Terreno). Quando descobriu que seu veículo estava sendo empregado em fazendas como substituto ao Jeep, Gurgel resolveu abandonar a produção de buggies encarroçados sobre chassis de Volkswagen Fusca e produzir seus próprios utilitários. Foi produzido de 1969 a 1971.

## Gurgel 1200
O Gurgel Ipanema foi, na verdade, a evolução do Macan Gurgel 1200: um buggy-utilitário criado por João Gurgel, na época em que era sócio da Macan Indústria e Comércio Ltda., uma concessionária Volkswagen que também fabricava pequenos veículos. Apresentado no V Salão do Automóvel de São Paulo, estava disponível em quatro versões: Ipanema, Enseada, Augusta (mais luxuosa) e Xavante (utilitário). Possuía mecânica do Karmann-Ghia, com motor de quatro cilindros opostos refrigerado a ar de 1.200 cm3 e 36 cv. O Gurgel 1200 foi fabricado de 1966 a 1969.

## Ligações Externas
- Best Cars Web Site. Carros do passado.
- Quatro Rodas. Gurgel: o engenheiro que virou carro
- Automobile Catalog
- Gurgel Clube Rio de Janeiro